# Camponotus cuauhtemoc
Camponotus cuauhtemoc es una especie de hormiga del género Camponotus, tribu Camponotini. Fue descrita científicamente por Snelling en 1988.
Se distribuye por México y los Estados Unidos. Se ha encontrado a elevaciones de hasta 1798 metros. Vive en bosques de pinos y acacias.